# 雪かき車

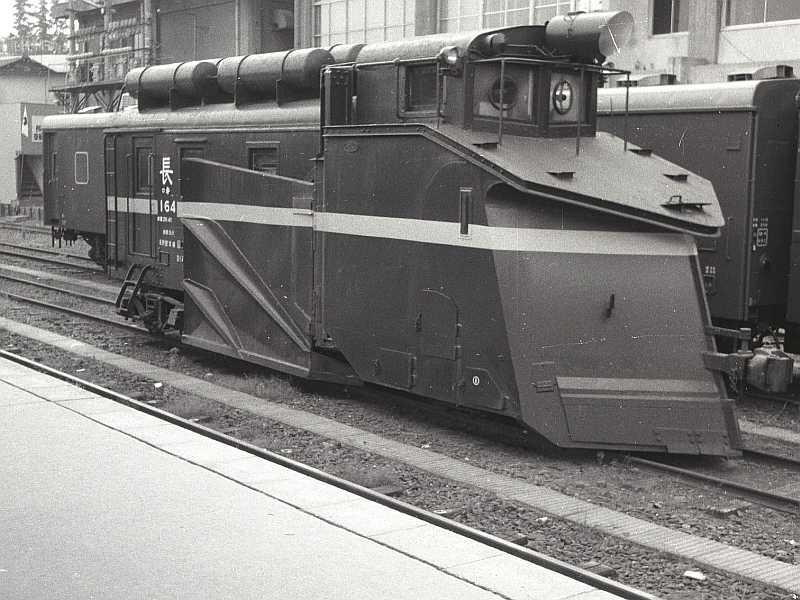
キ100形雪かき車

雪かき車・雪掻車（ゆきかきしゃ）とは、貨車の一種で、冬、線路の除雪を行うのに使われる事業用車である。
貨物は積載しないが、鉄道車両の分類上、便宜的に貨車の一種として分類されている。日本の国鉄における記号は「キ」。
蒸気動力式のものは現在、JRでは用いられていない（後述）。
除雪車ともいうが、道路用の除雪車（冬季作業車両）と区別するため、ここでは「雪かき車」の呼称を用いる。日本で実際に用いられた雪かき車の種類としては、ラッセル車、マックレー車、ロータリー車、ジョルダン車、ローダー車の5種類がある。

## 雪かき車の活躍と現状
日本でもっとも初期の例は、幌内鉄道で1880年代に使用された雪払車である（国指定重要文化財旧手宮鉄道施設(小樽市総合博物館内)にて、1881年製造の第1号除雪車が展示されている。）。
雪かき車は鉄道創業期から長く使われてきたが、降雪時期以外は全く用途がなく遊休車両となってしまう問題があった。1960年代からDD15形など、ロード・スイッチャーにアタッチメント形の除雪装置を着脱できる「除雪兼用ディーゼル機関車」が登場し、次第にこれに置き換えられていったが、軸重の関係からDD15形が使用できない低規格の線区は少なくなく、飯山線や大糸線に至っては軸数を増やしたDE15形の使用も制限されるため蒸気機関車が姿を消した後もしばらく残った（これらの線区に向けて製作されたのがDD16形300番台である）。
しかし、現在ではディーゼル機関車のほかモーターカーなどの普及により、貨車区分の雪かき車はJRではすべて現役を退いており、青森県の弘南鉄道、津軽鉄道に旧国鉄キ100形の3両が残るのみである。北海道では複数の雪かき車が静態保存されており、名寄市の名寄公園や小樽市の小樽市総合博物館（鉄道・科学・歴史館）などでその姿を見ることができる。
- 弘南鉄道 - キ104、キ105の2両。
- 津軽鉄道 - キ101の1両。ただし状態が悪くここ数年活動なし[2]。

管内全域が一般的に温暖地とされる、JR四国およびJR九州には国鉄時代を含め、雪かき車の類の所属がない。しかし、これらの地域でも山岳路線の山間部（土讃線や豊肥本線、久大本線など）では積雪することが多く、また大寒波の際には平地であっても除雪を必要とする積雪に見舞われることもある。その際は、人力もしくは、保線用のモーターカーなどを利用して除雪を行う。

## ラッセル車
鉄道用の雪かき車としては最も一般的なもので、前方に排雪板（ブレード）を装着し、進行方向の片側もしくは両側に雪を掻き分ける雪かき車である。豪雪地域の初期除雪に活躍するほか、積雪がさほどひどくない降雪地でも用いられる。豪雪時など、雪を押しつけたり排雪するスペースがなくなる場合には運用できなくなるため、その場合にはマックレー車とロータリー車を連結した「キマロキ編成」が使われることになる。
機関車の後押し（推進）によって運用されることから、排雪板は車体の進行方向だけに設備される単頭式が通常であるが、羽後交通雄勝線には両頭式のラッセル車が存在した。

### 主な形式
- 単線用 - 進行方向の両側に雪を寄せる。
  - キ1
  - キ100 - 同形車に三菱石炭鉱業キ1がある。
- 複線用 - 進行方向の片側（左側通行の日本では複線の外側に当たる左側）に雪を寄せる。
  - キ550
- 機関車
  - 国鉄DD15形ディーゼル機関車
  - 国鉄DD16形ディーゼル機関車
  - DE15形ディーゼル機関車
  - DD18形ディーゼル機関車
  - DD21形ディーゼル機関車
- 気動車
  - JR北海道キヤ291形気動車

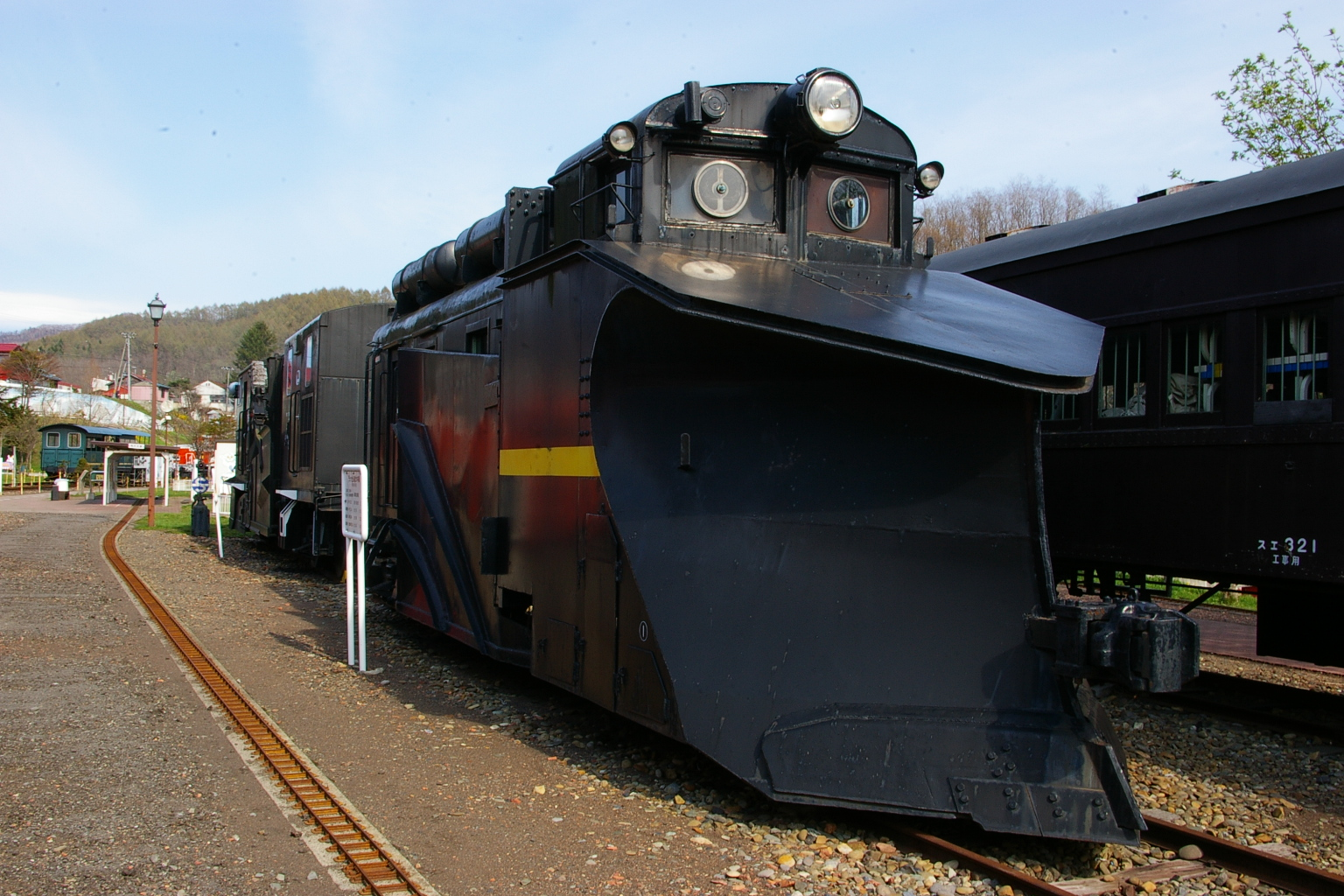
キ100形キ274 （三笠鉄道記念館）
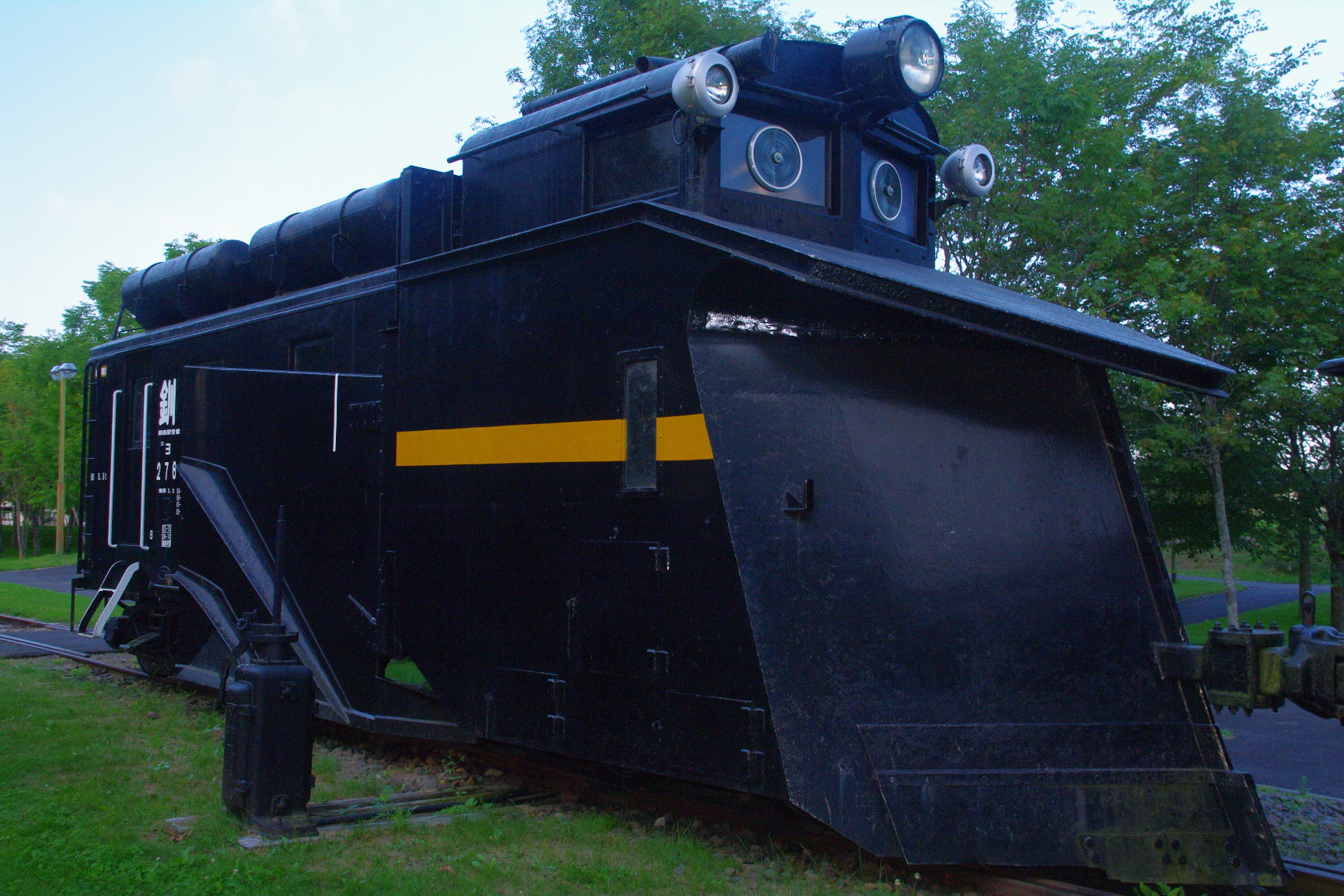
キ100形キ276 （北見相生駅）
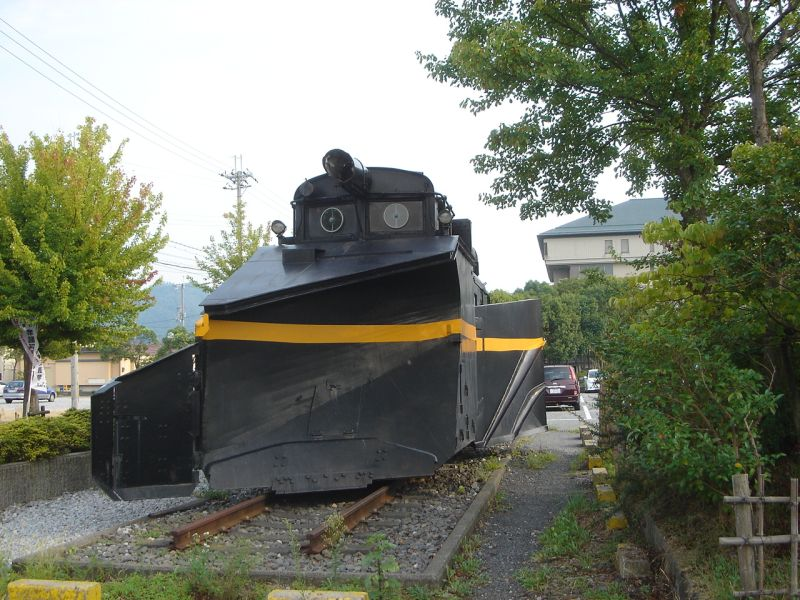
キ550形キ555 （米原市）
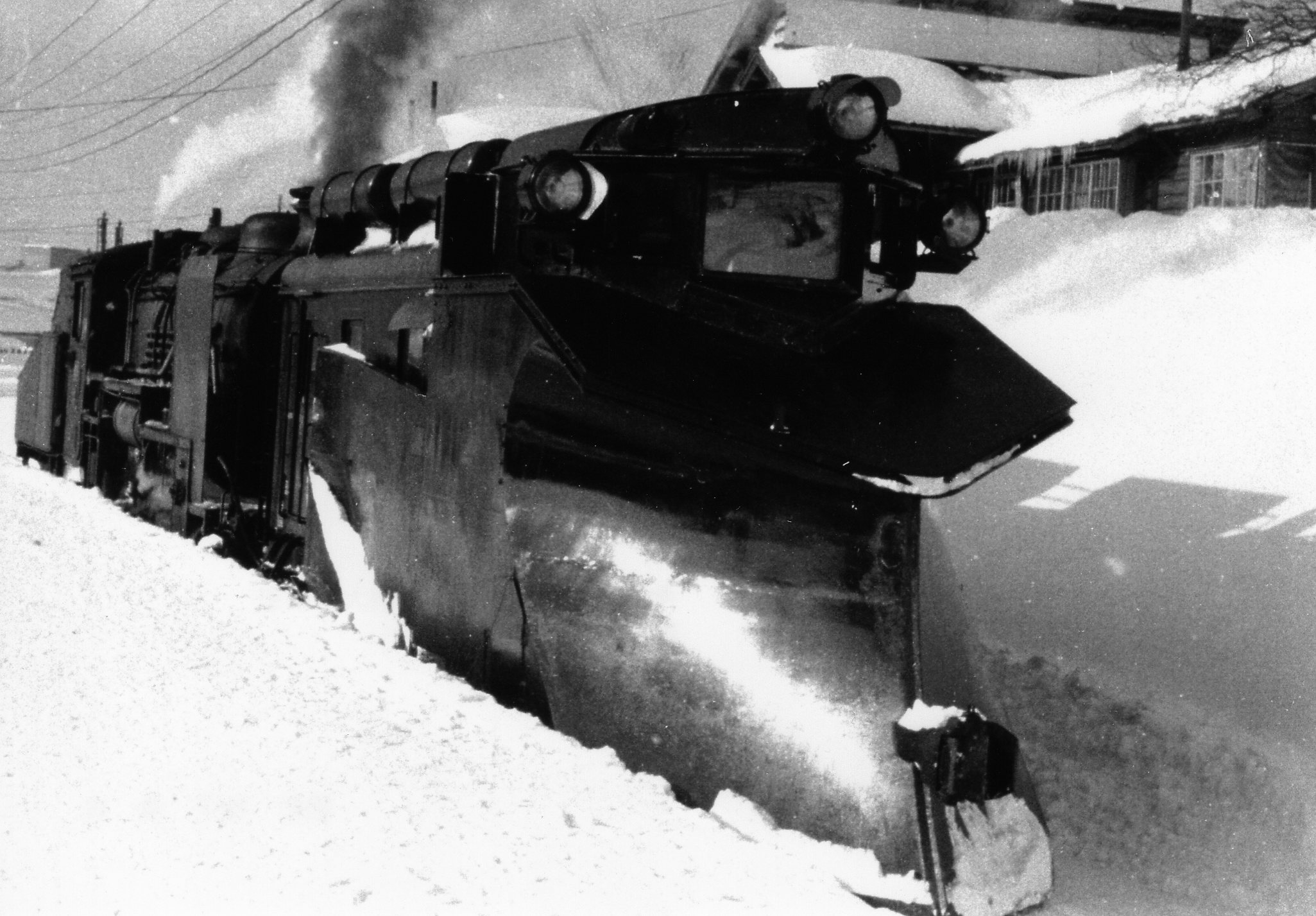
三菱鉱業大夕張鉄道キ1 （南大夕張駅・1956年）

## マックレー車

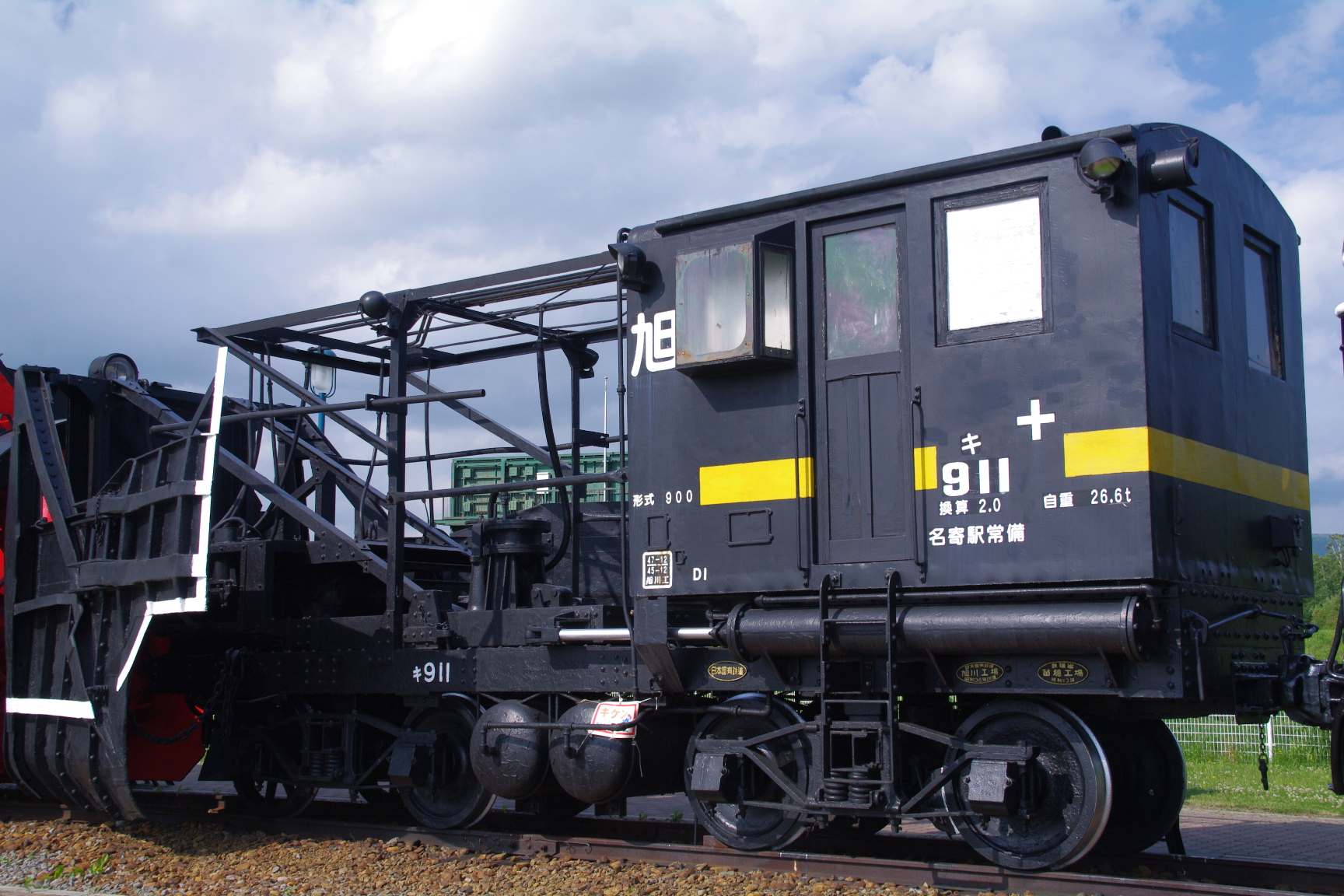
旧名寄本線上に保存されているキ911

豪雪時にラッセル車での除雪を繰り返すと、掻き分けられた雪が左右に溜まり、次第に高い雪の壁ができてくる。雪の壁が高くなりすぎると除雪できなくなるため、まず雪の壁を崩し、さらにロータリー車で遠くに投雪する。この時に使われる雪かき車をかき寄せ雪かき車、またはマックレー車という。
マックレー車は除雪装置として「八」の字（進行方向に対して末広がり）に開く翼を備えつけている。機関車の後方に連結し、除雪装置部分を後方に向け、翼を使って両側の雪の壁を崩し、落とした雪を線路の後方中央に向けて掻き寄せながら走る。線路の中央に落とされた雪を、今度はその後ろからロータリー車が吸い込み、更に遠くへ投雪する。

### 主な形式
- 貨車
  - キ800 - カナディアン・ナショナル鉄道（CN）の技師マックレー (Kenneth Donald McLay) の技術を参考に、1928年（昭和3年）に札幌鉄道局工作課長の羽島金三郎の考案により苗穂工場において製作。国鉄7350形蒸気機関車の炭水車の台枠を改造したため、当初3軸片ボギー式、後に2軸ボギーに改造。形式はユキ500→キ500→キ800（1941年（昭和16年）改番）と変遷し、1形式1両。1958年（昭和33年）度に廃車された[3][4]。小樽市総合博物館に保存されている。
  - キ900 - 上のキ800の改良型。製造初年は1929年（昭和4年）（当初形式はキ550）。20両製造、1976年（昭和51年）度に形式消滅した[3]。キ911が名寄市北国博物館に保存されている。

## ロータリー車

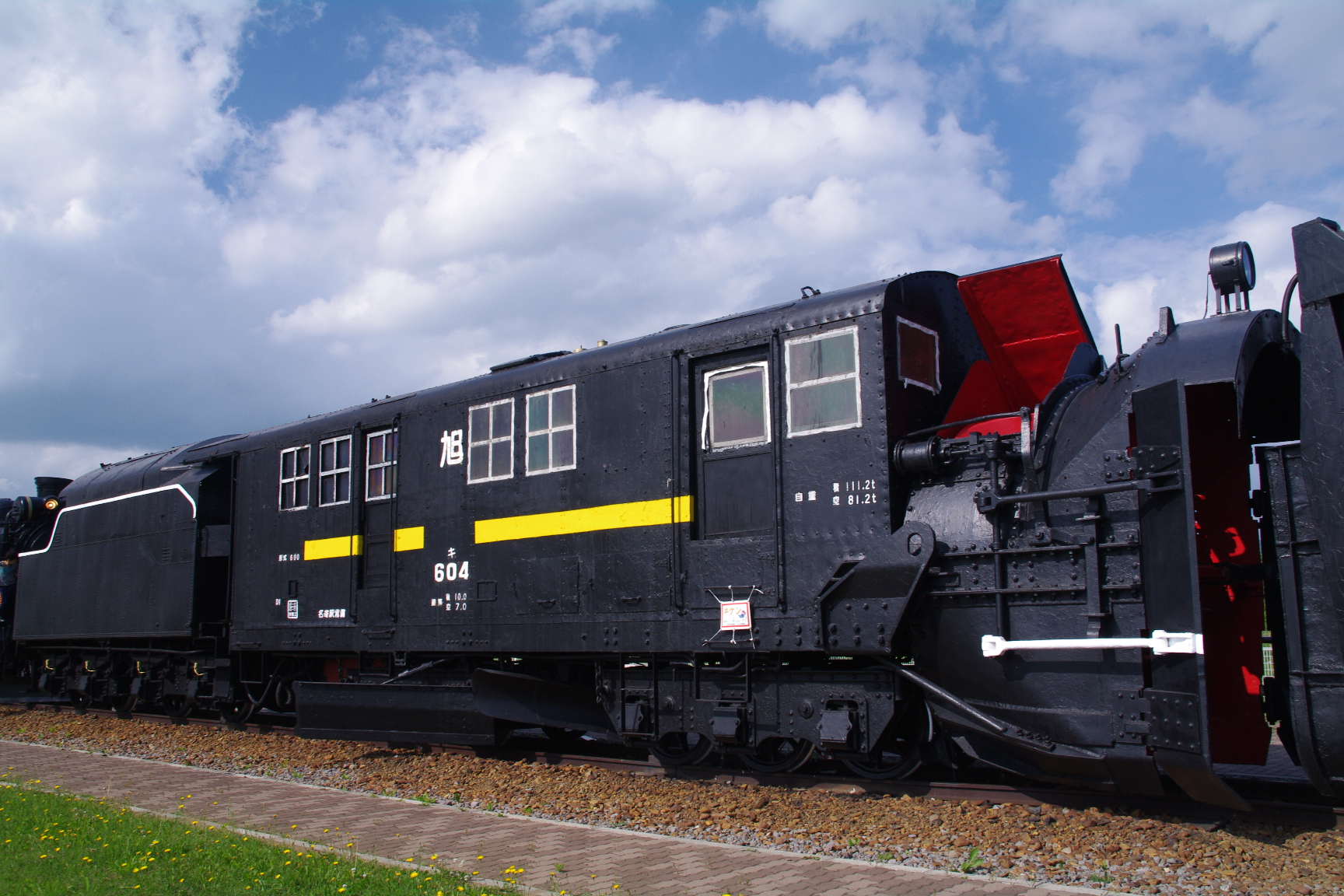
旧名寄本線上に保存されているキ604

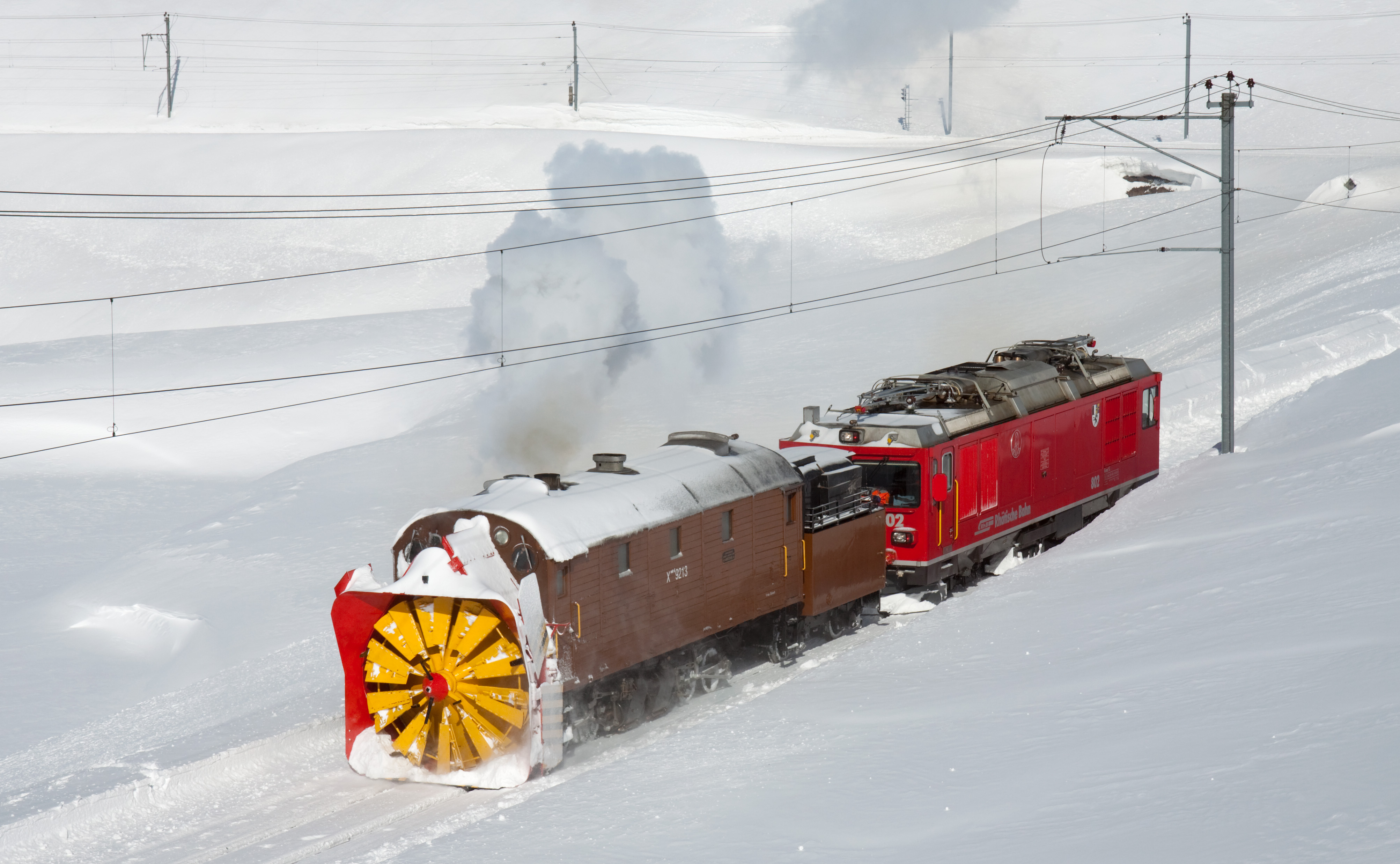
スイスのレーティッシュ鉄道のX^{rot d} 9213-9214形蒸気ロータリー除雪機関車、1910年製

狭い範囲を単独で、あるいはマックレー車によって線路上に掻き寄せられた雪を吸い込み、更に遠くへ投雪するための雪かき車である。先頭部には巨大な回転翼がついており、これで雪の壁を切り崩し、同時に投雪する。
ラッセル車より除雪能力には優れるものの能力には限界がある。1927年（昭和2年）に信越本線を襲った豪雪時には、ロータリー車が一丈四尺の雪に埋没し、軍隊に救援を要請した例も見られる
蒸気動力式のロータリー車では、蒸気機関車と同様のボイラーや炭水車を備えており、非常に大型であるが、動力は全て回転翼の駆動に用いるため自走はできず、機関車に後押しさせて使用する。内部は、いわば車輪を除いた蒸気機関車がそのまま台枠の上に載っている構造で、ボイラー上に煙突・蒸気ドーム・汽笛も備え、ボイラー以外の蒸気シリンダー・クランク・逆転機といった動力装置をはじめとするさまざまな装置が、蒸気機関車と共通の部品で構成されている。動輪の代わりに回されるはずみ車の枕木方向の回転を回転翼のレール方向に転換するためのかさ歯車が、前方視界の確保を兼ねて高い位置にある前部の操縦室床下に装備されている。後部の機関室には蒸気を発生させるために必要な火室焚口や注水器を操作するバルブなどがあり、蒸気機関車とほぼ同じ構造となっている。ボイラーの両側面には前部の操縦室と後部の機関室をつなぐ通路（蒸気機関車のランボードに相当）がある。このように内部構造は蒸気機関車と類似した点は多くあるものの、通常は貨車のような車体カバーに覆われているため、外観は蒸気機関車とは異なるものになっている。
電動によるロータリー車は国鉄では存在しなかったが、私鉄では自社改造により札幌電気軌道と旭川電気軌道と栃尾鉄道に存在した。

### 主な形式
- 貨車
  - キ600 - ユキ300として1923年（大正12年）に米国アルコ社より2両を輸入。信越本線などに配備された[6]。運用実績を基に日本の雪質に合わせるため細部設計を変更したものを国産化、1927年（昭和2年）から1940年（昭和15年）までに14両を製造[7]。1974年（昭和49年）度に形式消滅[3]。自重77.93t[8]。キ601（当初ユキ301→キ301）が小樽市総合博物館、キ604（当初キ304）が名寄市北国博物館（展示位置は旧名寄本線上）で保存されている。
  - キ620 - 1948年（昭和23年）と1949年（昭和24年）に計5両製造。キ600では開放式だった後部の投炭室を密閉化、ボイラーと炭水車はC58と同じものを、機関部にはC12の部品を利用して除雪能力を向上させた。1975年（昭和50年）度に形式消滅[3]。全長19025mm、自重84.5t[8]。キ621が福島県西会津町如法寺（鳥追観音）脇に保存されている。
- 機関車
  - DD14形ディーゼル機関車
  - DD53形ディーゼル機関車
  - DD17形ディーゼル機関車
  - DBR600形ディーゼル機関車
  - NICHIJO
- 気動車
  - JR西日本キヤ143形気動車

## ジョルダン車
前面に除雪用の翼を持ち、これを左右に広げて線路の周囲の広い範囲を除雪する雪かき車。広幅雪かき車とも呼ばれ、主として停車場や操車場などの除雪に用いられる。ただし本線上の除雪にも使われることがある。
幅広く開いた翼は非常に大きな雪の抵抗を受けるため、あまり深い雪には使えない。

### 主な形式
- キ700 - 全長11350mm、自重35.3t[8]。750番台は近代化改造車で翼の駆動を油圧に改善。キ718とキ752が小樽市総合博物館に保存されている。

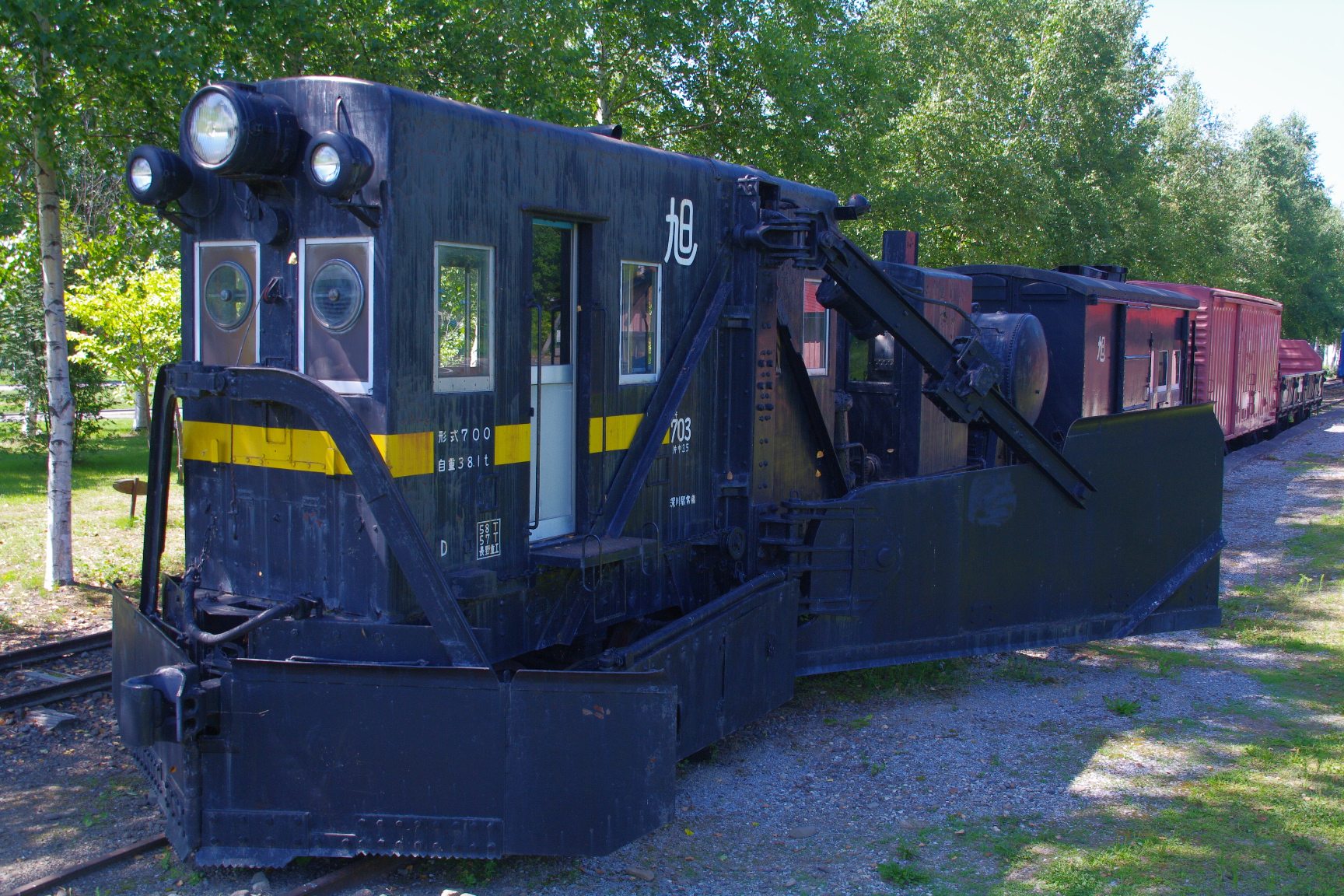
キ700形キ703 （北見相生駅）
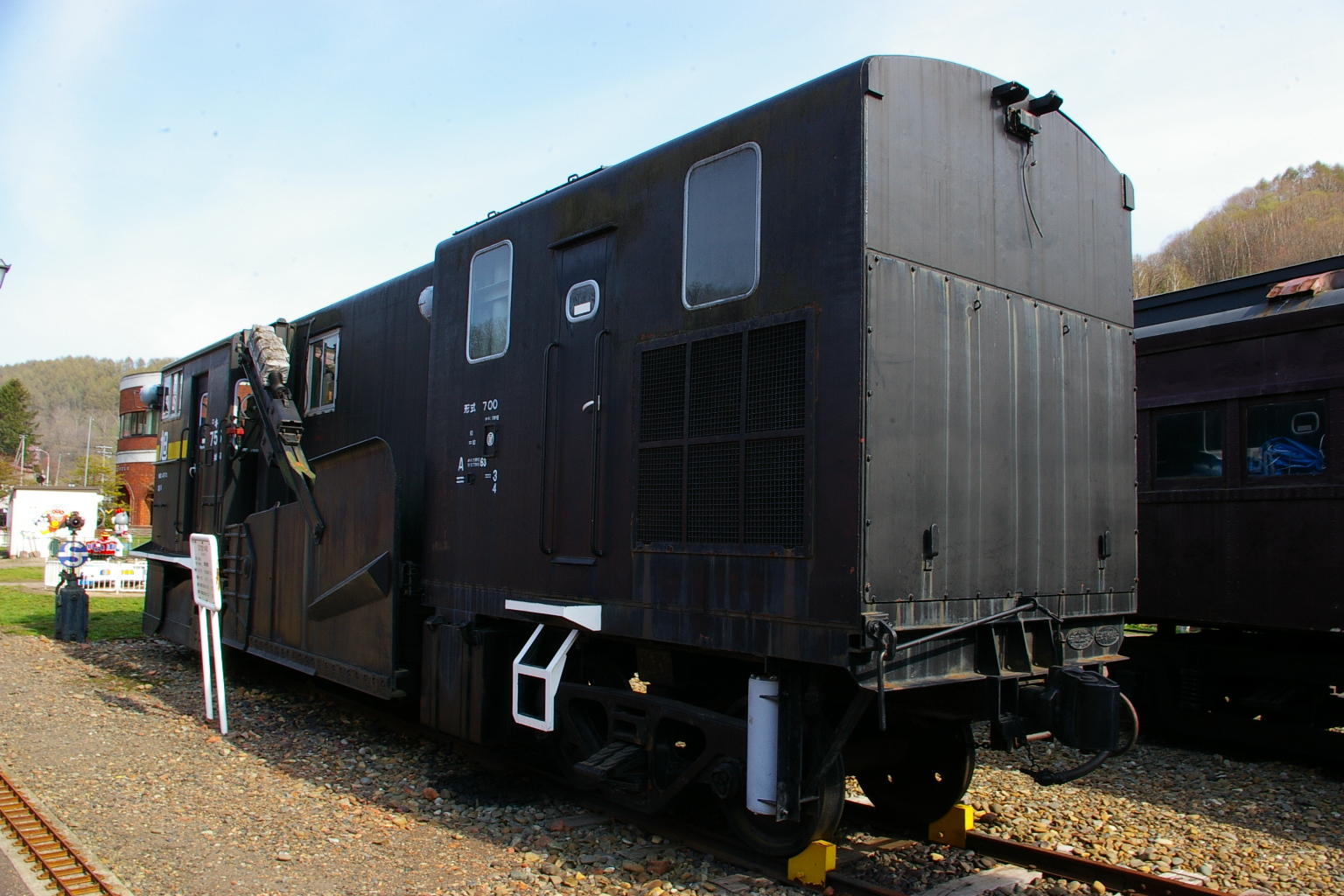
キ700形キ765 （三笠鉄道記念館）
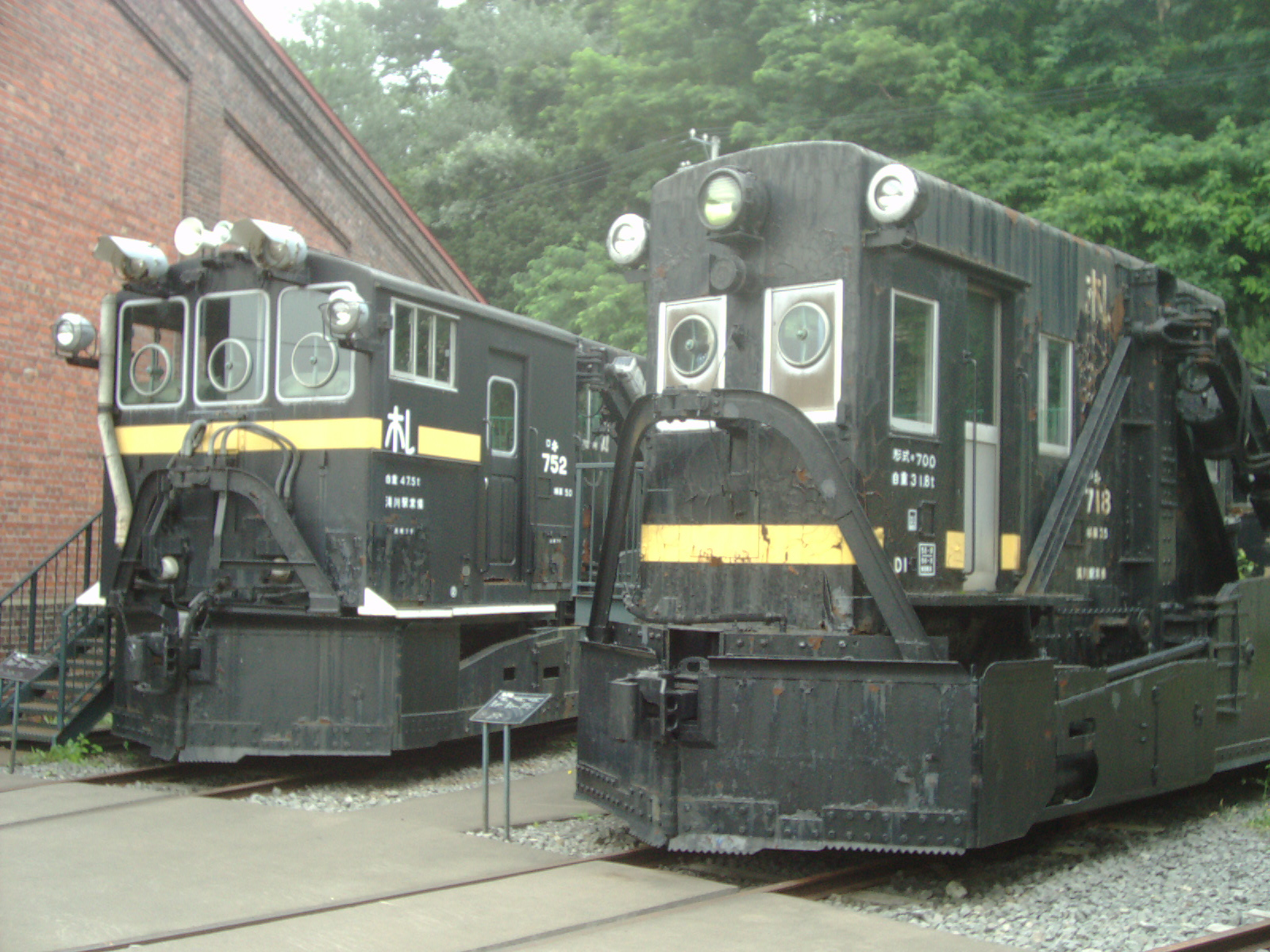
キ752（左）キ718（右） （小樽市総合博物館）

## ローダー車
前の翼で雪をかき込み、渦巻き破砕機を通してベルトコンベアに押し上げて処分する。

### 主な形式
- キ950 - 1952年（昭和27年）製造。2軸ボギー、自重32.2t、全長11,600mm（連結面間、前の翼とベルトコンベアの後は共にはみ出している[10]）。1968年（昭和43年）度末現在で追分機関区に1両のみ在籍、1969年（昭和44年）度末までに廃車された。

## キマロキ編成

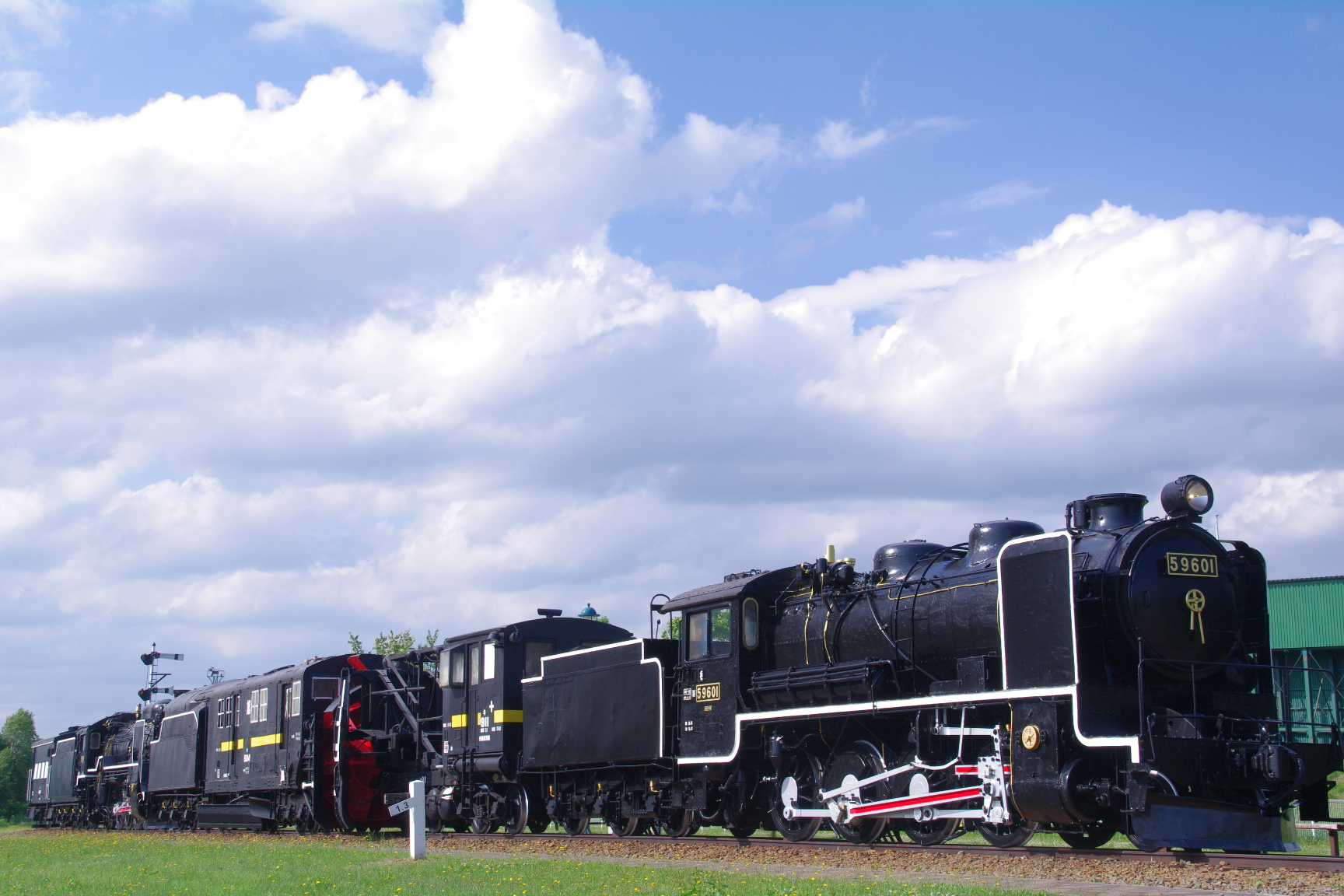
旧名寄本線上で保存されているキマロキ編成

極度の豪雪時にのみ使われる。この際にはマックレー車とロータリー車は、機関車・マックレー車・ロータリー車・機関車の順に連結して使用する。これをそれぞれの頭文字をとってキマロキ編成という。

## その他・試験車など
上記のような実用車の他、1961年（昭和36年）には東京北鉄道管理局の大宮工場（当時）でジェットエンジンを利用した雪かき車が試作されている。これはトキ15000形貨車トキ17988の片側の妻板を撤去して、航空自衛隊千歳基地から借用したターボジェットエンジンを斜め下向きに取りつけ、反対側に操作室を設けた車輌で、ジェットエンジンの高圧・高温の排気を利用して線路上の雪を吹き飛ばし除雪を行うという物であった。なお、他の雪かき車と同様自走はできず、機関車に後押しされる形で使用される。しかし実際に試験を行ってみると、ジェットエンジンの排気流の圧力が強すぎて、雪だけでなく、線路上のバラストや構内踏切の敷板なども吹き飛ばしてしまうほどで、燃費や騒音の問題もあって程なく開発は中止されたという。
この試作車の記録は大宮工場の「70年史」にも「航空機のジェットエンジンを使用して除雪する案があり、このための試作をトキ15000形式を使って行った」と記述されており、「70年史」の207ページには試作車の写真が掲載されている。
またこのほかに計画段階の物として1D過熱テンダー機関車・形式9600・雪除装備という物があり、9600形の前頭部にラッセル車の前頭部をセットした物であった。これの青焼きの図面を鉄道模型趣味編集部が入手したという。

### 雪かき車以外で線路の除雪を行う鉄道車両
除雪用ディーゼル機関車
除雪用ディーゼル機関車に関しては形式別の各項目を参照のこと。
国鉄・JR
- ロータリー式 - DD14形ディーゼル機関車、DD17形ディーゼル機関車、DD19形ディーゼル機関車、DD53形ディーゼル機関車
- ラッセル式 - DD15形ディーゼル機関車、DE15形ディーゼル機関車、DD16形ディーゼル機関車300番台、DD18形ディーゼル機関車、DD21形ディーゼル機関車
- ラッセル/ロータリー兼用 - JR北海道DBR600形ディーゼル機関車

私鉄
- ロータリー式 - 留萌鉄道DR101CL、北海道拓殖鉄道DR202CL
- ラッセル式 - 羽後交通DC1

除雪用電気機関車
私鉄
- ラッセル式 -北陸鉄道ED20 1、北陸鉄道ED30 1、福井鉄道デキ11、えちぜん鉄道ML521･522

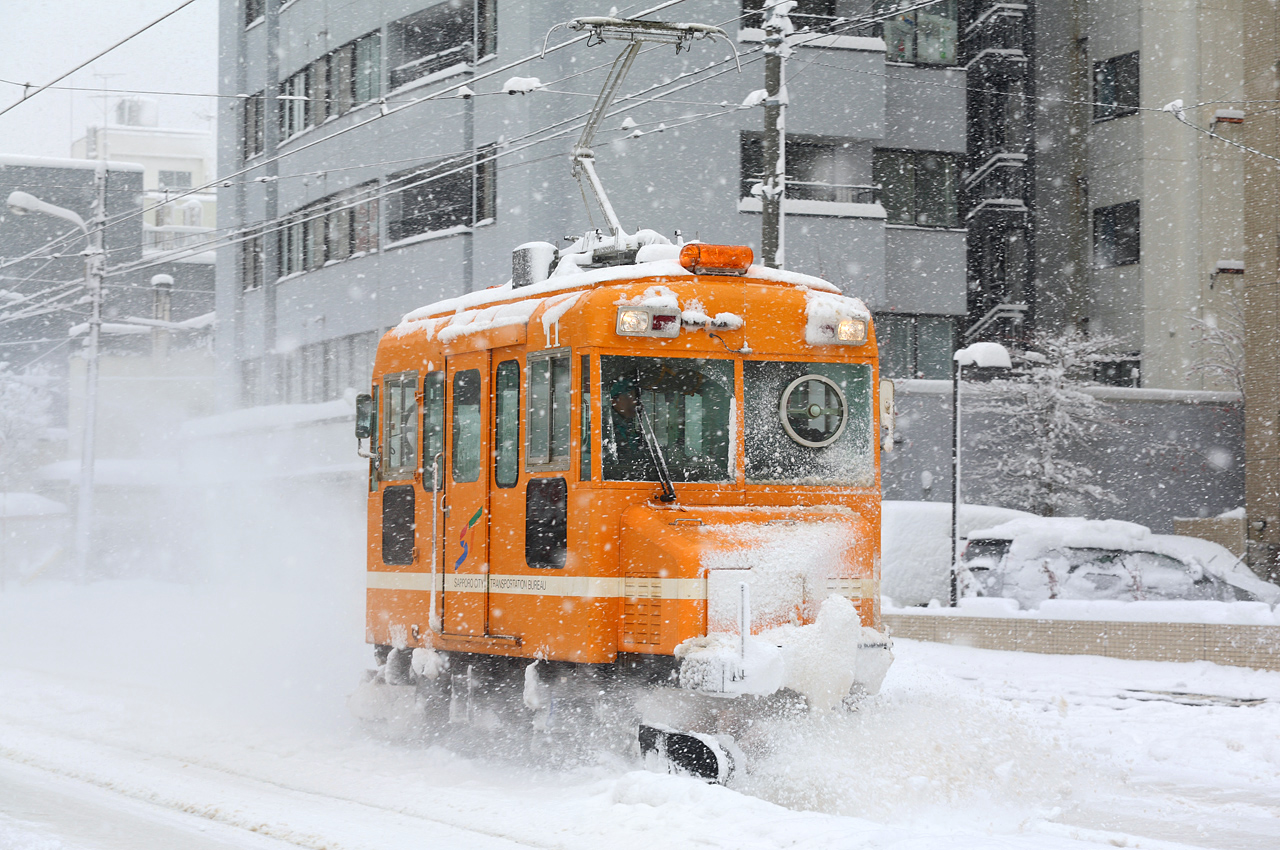
札幌市のササラ電車・雪10形

除雪用気動車
- JR北海道キヤ291形気動車
- JR西日本キヤ143形気動車

ササラ電車

北海道の札幌と函館の市電には、竹でできた「ささら」と呼ばれる竹製ブラシが多数並べて装着されたローターをモーターで回転させながら雪をはねのけるブルーム（ほうき）式除雪車、通称「ササラ電車」がある。
札幌市交通局では、この他に旧形単車改造の、自動車に踏み固められた硬い雪や氷を排除するスノープラウを備えた「プラオ車」や上記の通り電動式のロータリー車、刃がついた鉄棒を回転させて路面で踏み固められた雪を砕くアイスカッター車を所有していたが、使用頻度は非常に少なかった。
その他
- モーターカー
- 貨車移動機

### その他の関連項目
- 雪対策
- 除雪車（自動車）